# Mariana Díaz
Mariana Díaz (nascida em 20 de setembro de 1992) é uma ciclista argentina. Especializada em ciclismo BMX, Díaz competiu nos Jogos Pan-Americanos de 2015.